# Ursini (zoologia)
Ursini è una tribù appartenente alla famiglia Araneidae dell'ordine Araneae della classe Arachnida.
Il nome deriva dal latino ursus, orso; in aggiunta il suffisso -ini che designa l'appartenenza ad una tribù.

## Tassonomia
Al 2007, la tribù degli Ursini si compone di un genere:
- Ursa SIMON, 1895